# Horizon sonore
En cosmologie, le terme d'horizon sonore désigne la distance maximale parcourue par une onde sonore entre le Big Bang et une époque donnée. C'est donc l'équivalent du concept d'horizon, où l'on remplace onde électromagnétique par onde sonore. La valeur de l'horizon sonore lors de la recombinaison (époque de l'émission du fond diffus cosmologique) détermine l'échelle angulaire sous laquelle sont vues les anisotropies de ce rayonnement de fond. Sa détermination, effectuée par l'échelle angulaire du premier pic Doppler du spectre de puissance des anisotropies, fait partie des tests les plus cruciaux du modèle standard de la cosmologie.